# Христо Бърдаров (полковник)
 Тази статия е за ловчанлията, полковник Бърдаров.  За родения в Разград капитан Бърдаров вижте Христо Бърдаров (капитан).  
Христо Стоянов Бърдаров е български офицер (полковник) и адютант на царското семейство.

## Биография
Христо Бърдаров е роден на 6 октомври 1899 година в Ловеч. Завършва гимназия в Разград, след което се включва в Първата световна война като младши подофицер в Конгаз (окръг Тулча). През 1920 г. Христо Бърдаров завършва Военното на Негово Величество училище в София като първенец на випуска. С чин подпоручик е изпратен в Разград на служба в 19-и пехотен шуменски полк. През 1926 г. е съветник в културно дружество "Лес", поддържащо Градския парк в Разград. От 20 януари 1927 година е на служба в охранителната рота в Чамкория, а от 1930 г. е в свитата на Цар Борис III, като личен адютант до смъртта му през 1943 година. След това е адютант на царица Йоанна и Симеон II до 1946 година.
От 1933 г. капитан Бърдаров служи в 10-и пехотен родопски полк, а през 1936 г. в 23-ти пехотен шипченски полк. Същата година е назначен за комендант на двореца, а от 1942 г. за флигел адютант на царя. Уволнен е от служба през 1944 г. В периода 1951 – 1953 е концлагерист в Белене.
Христо Бърдаров е братовчед на капитан Христо Бърдаров, загинал край Охрид по време на Първата световна война.

## Военни звания
- Подпоручик (4 октомври 1920)
- Поручик (27 ноември 1923)
- Капитан (31 октомври 1930)
- Майор (24 април 1937)
- Подполковник (6 май 1940)
- Полковник (15 септември 1943)